# Liste der Hauptstraßen auf Zypern
Dies ist eine Liste der Hauptstraßen in Zypern.

Hauptstraßen auf Zypern

## Hauptstraßen
Die Hauptstraßen erster Ordnung sind in der Republik Zypern nach den Autobahnen Zyperns die zweithöchste Kategorie von Straßen. Sie beginnen mit dem Buchstaben B und verbinden wichtige Orte. Sie können mit oder ohne Mittelstreifen ausgebaut sein.
| Kurz | Name | Verlauf                     | Länge |
| ---- | ---- | --------------------------- | ----- |
| B1   | B1   | Nikosia – Limassol          | 80 km |
| B2   | B2   | Dali – Larnaka              | 25 km |
| B3   | B3   | Larnaka – Xylofagou         | 25 km |
| B4   | B4   | Larnaka – Flughafen Larnaka | 5 km  |
| B5   | B5   | Larnaka – Kofinou           | 20 km |
| B6   | B6   | Limassol – Paphos           | 60 km |
| B7   | B7   | Paphos – Polis              | 35 km |
| B8   | B8   | Limassol – Troodos          | 40 km |
| B9   | B9   | Nikosia – Troodos           | 80 km |
| B10  | B10  | Nikosia                     | 8 km  |
| B13  | B13  |                             | 0 km  |
| B16  | B16  | Nikosia                     | 2 km  |
| B17  | B17  | Nikosia                     | 5 km  |
| B18  | B18  | Nikosia                     | 2 km  |
| B20  | B20  | Paphos                      | 2 km  |
| B22  | B22  | Nikosia-Südring             | 8 km  |

## Untergeordnete Straßen
Hauptstraßen zweiter Ordnung (Sekundärstraßen) tragen die Bezeichnung E. Lokalstraßen beginnen mit dem Buchstaben F.